# Vorarlberger Küche

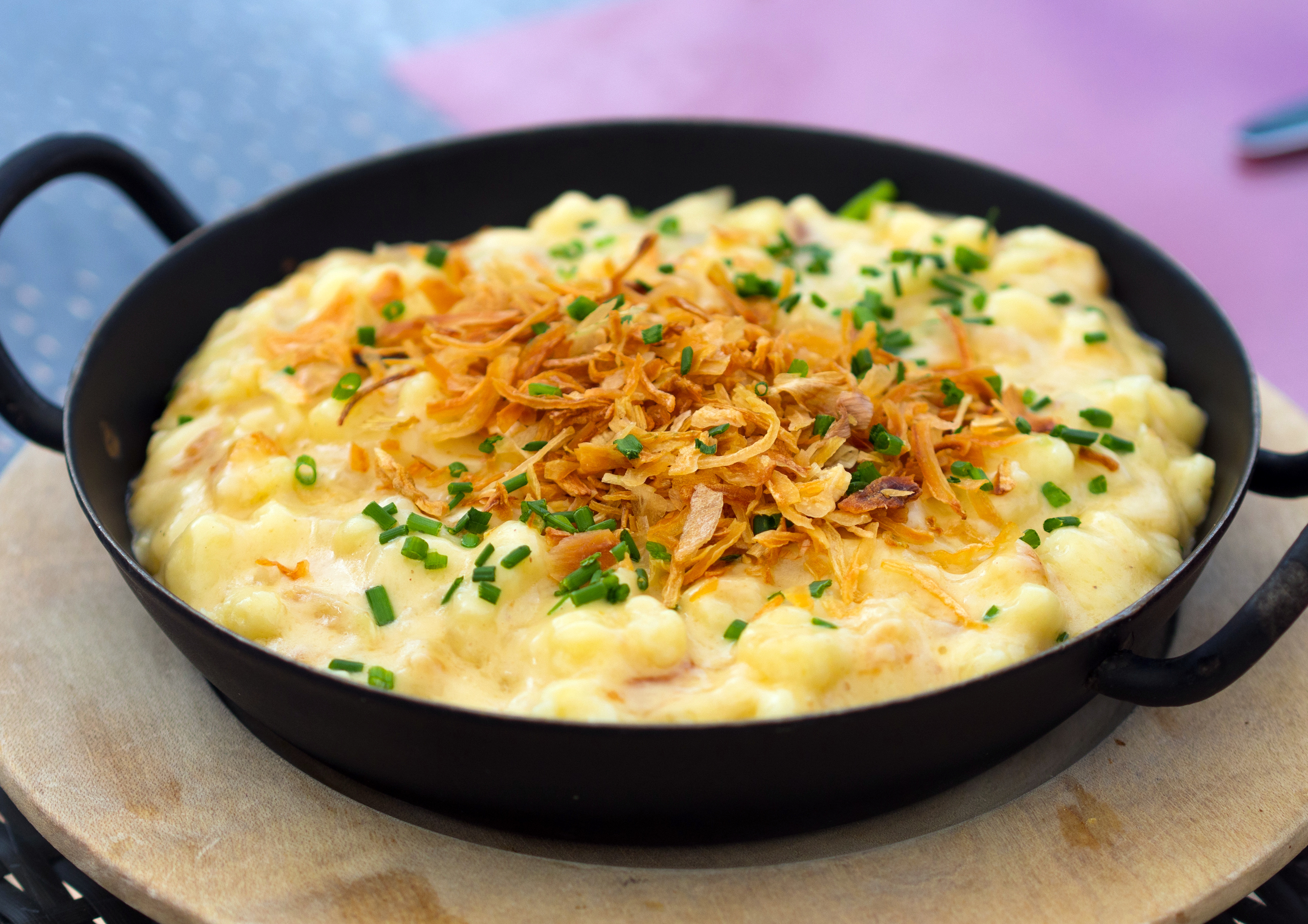
Käsespätzle mit Röstzwiebeln

Die Küche Vorarlbergs zählt zum alemannischen Bereich und ist stark von den angrenzenden Kantonen der Schweiz, St. Gallen, Appenzell und Graubünden, sowie von Oberschwaben beeinflusst. Nicht nur die Sprache, sondern auch die Küche Vorarlbergs ist den angrenzenden Ländern näher als der der anderen Bundesländern Österreichs. Käse und Käseprodukte spielen eine große Rolle in der Küche. Es wird in Vorarlberg zwar Viehwirtschaft betrieben, diese dient aber weniger zur Fleisch- als zur Milchproduktion. Milchprodukte prägen deswegen die Küche Vorarlbergs.

## Typische Gerichte

### Suppen
- Flädlesuppe, eine Frittatensuppe. Flädle ist das vorarlbergerische Wort für Frittaten, die Suppe ist eine Rindssuppe
- Montafoner Käsesuppe, bei der Montafoner Käsesuppe wird der Sura Kees aus dem Montafon verwendet
- Vorarlberger Käsesuppe, hier bildet Vorarlberger Bergkäse den Hauptgeschmack

### Hauptspeisen und Beilagen

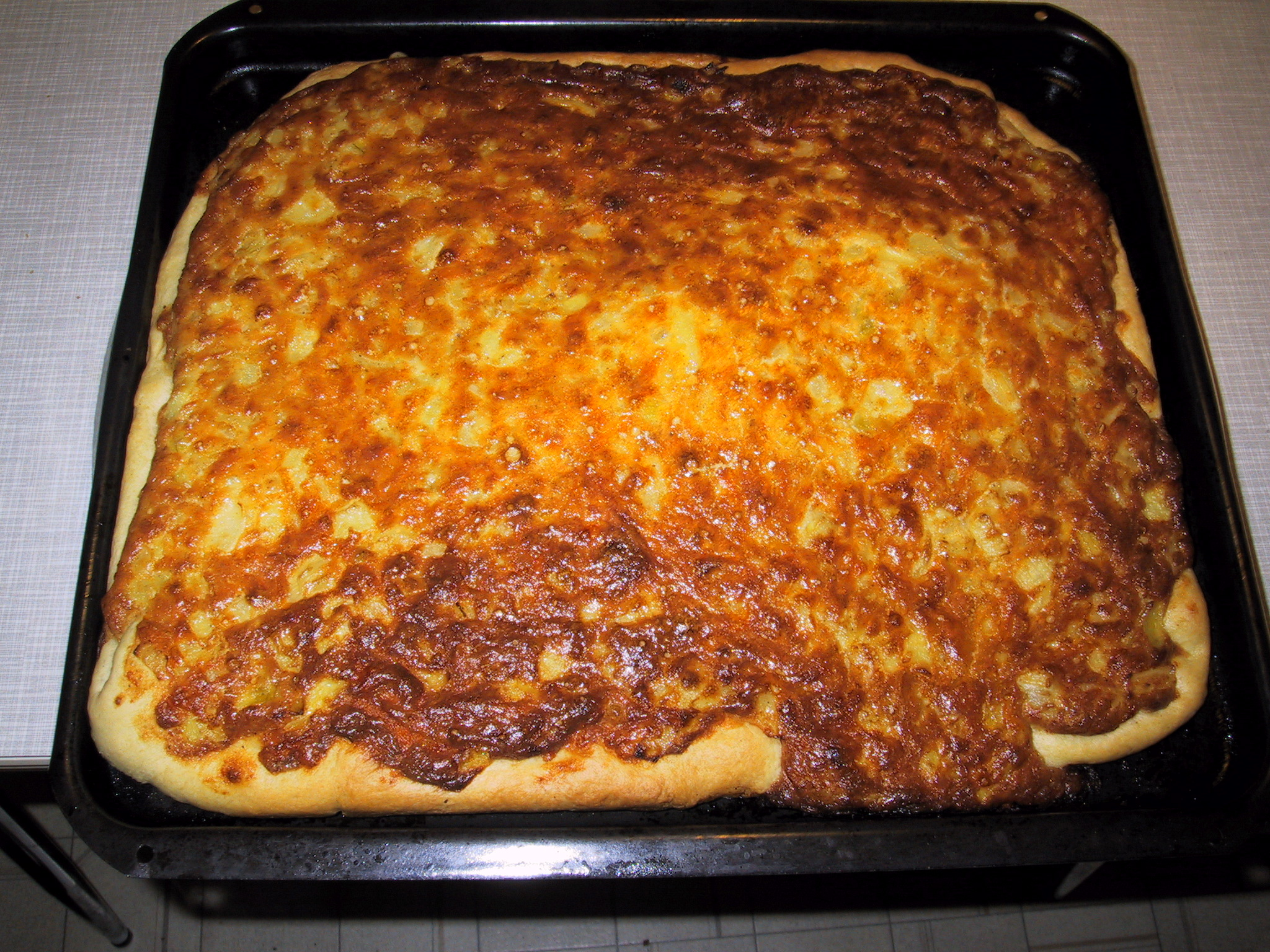
Käsdönnala

- Käsdönnala, ein Käsefladen, weitere Bezeichnungen in Vorarlberg sind Käsefladen (Käsflada) und Lustenauer Käsfladen[2]
- Käsespätzle (auch Käsknöpfle genannt), Spätzle, geschichtet mit Vorarlberger Bergkäse[3]
- Krutspätzle, Sauerkraut wird in einer Pfanne mit Fett angebraten und dann werden Spätzle dazugegeben
- Grumpara mit Käs, Pellkartoffeln mit Käse serviert
- Sure Grumpara, ein Kartoffeleintopf mit Essig angemacht
- Hafaloab, eine Art Knödel aus gekochten Kartoffeln, Grieß, Riebelmais, Milch, Salz und Butter. Der Hafaloab wird als Beilage zum Schweinsbraten serviert. Eine Variante ist mit Speck gefüllt.[4]
- Grumpieranüdile eine Art der Schupfnudeln

### Salate
- Lumpasalot (Lumpensalat) ist ein Salat aus Lumpen (Fetzen), dazu werden Wurst und Käse in Lumpen geschnitten, mit Zwiebeln, Paprika vermischt und mit Essig und Öl angemacht
- Kässalot (Käsesalat), da wird Käse fein gerieben und mit fein geschnittenen Zwiebeln vermischt und mit Essig und Öl angemacht

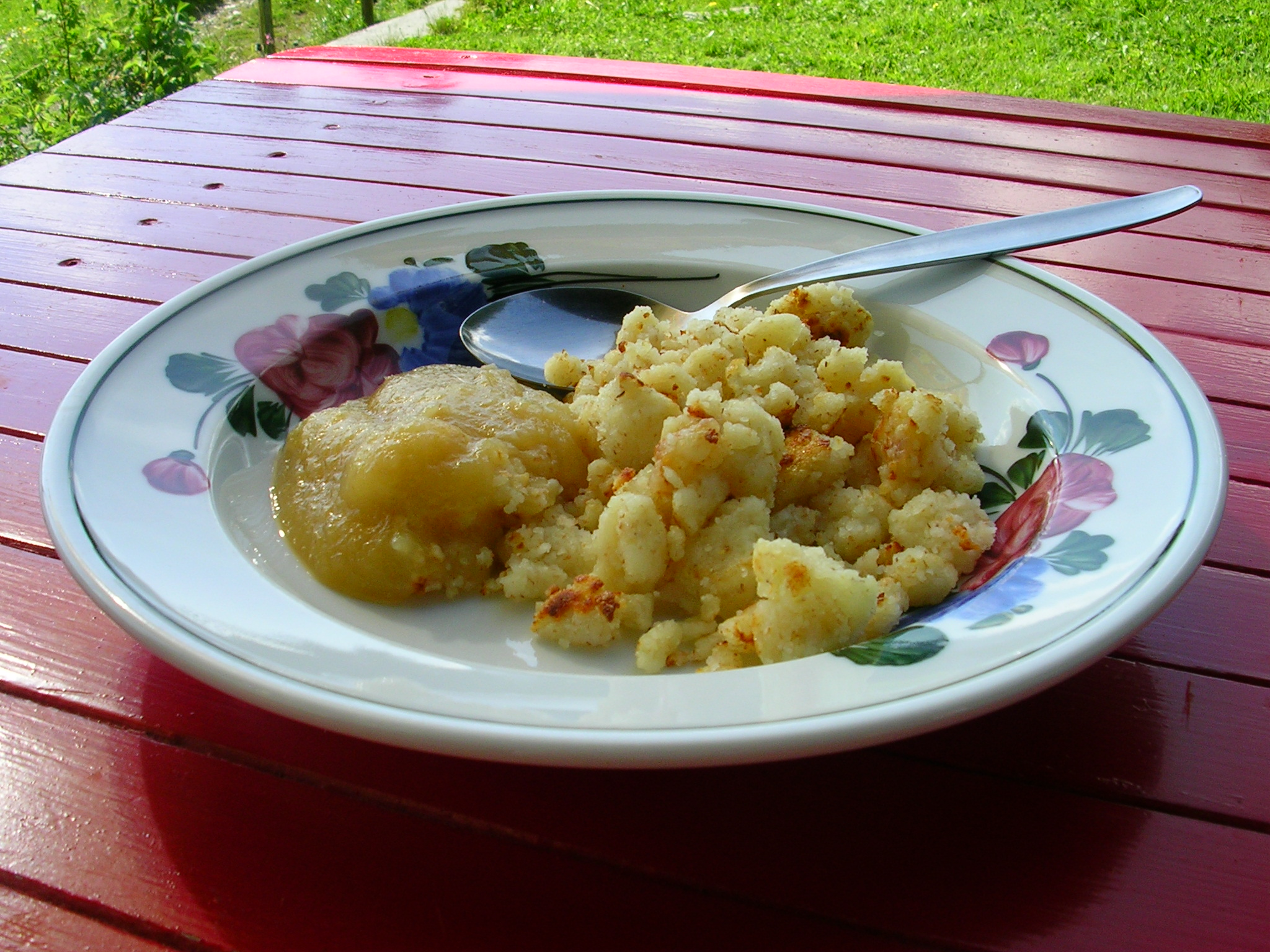
Riebel mit Apfelmus

### Süßspeisen und Desserts
- Riebel, ein Maisgericht aus Mais- und Weizengrieß (pikant oder süß)[5]
- Öpfelküachle, Äpfel in einem Pfannkuchenteig gebacken und mit Zimt und Zucker bestreut
- Funkaküachle, ein Schmalzgebäck, das traditionellerweise am Funkensonntag gegessen wird
- Sig (auch Wälder Schokolade genannt), ein Milchprodukt aus karamellisierter Molke

## Nahrungsmittel aus Vorarlberg

Vorarlberger Käseplatte

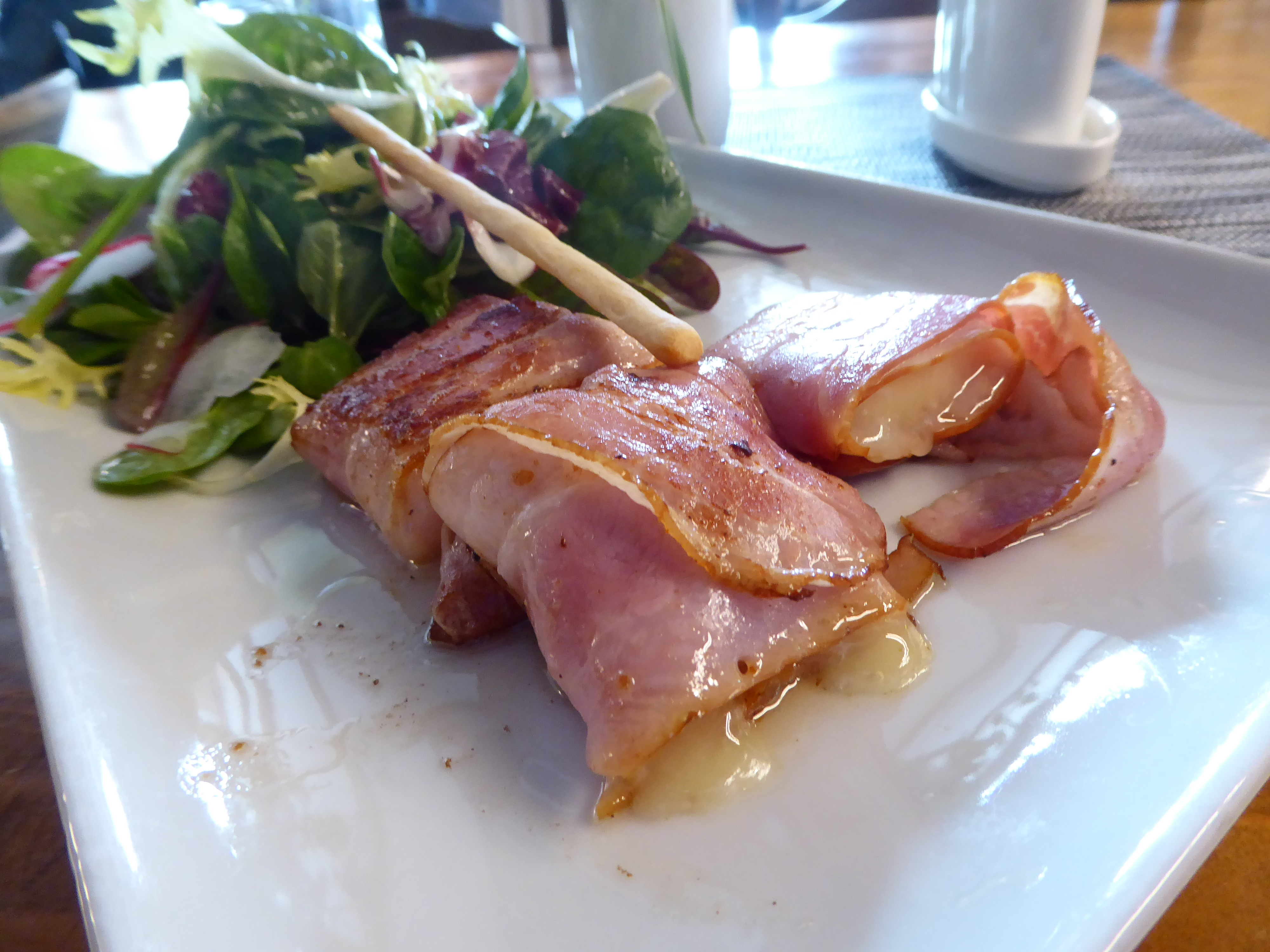
Sura Kees im Speckmantel mit jungen Blattsalaten

- Sura Kees im Speckmantel mit jungen BlattsalatenVorarlberger Bergkäse, Bergkäse mit Ursprungsbezeichnung: PDO
- Bregenzerwälder Alpkäse, wird ausschließlich aus Alpenmilch auf den Alpen erzeugt, g.U.
- Montafoner Sauerkäse (Sura Kees), ein Magerkäse aus dem Montafon
- Räßkäse, ein intensiver Schnittkäse aus Kuhmilch
- Riebelgrieß, Grieß für den Riebel
- Schübling, Vorarlberger Art der Knacker, einer Wurst
- Kalbsbratwurst, eine Bratwurst mit Brätanteilen aus Kalbfleisch

### Getränke
- Subirer, ein Birnenschnaps mit sogenannten Subira (Vorarlberger Dialektbegriff für Saubirnen)
- Fraxner Kirsch, ein Kirschwasser (Kirschschnaps) aus Fraxern